# Promachus canus
Promachus canus är en tvåvingeart som först beskrevs av Christian Rudolph Wilhelm Wiedemann 1818.  Promachus canus ingår i släktet Promachus och familjen rovflugor. Inga underarter finns listade i Catalogue of Life.